# Gnophos doronis
Gnophos doronis är en fjärilsart som beskrevs av Karl Schawerda 1929. Gnophos doronis ingår i släktet Gnophos och familjen mätare. Inga underarter finns listade i Catalogue of Life.